# Gongogi
Gongogi  é um município brasileiro do estado da Bahia.

## Etimologia
O termo "Gongogi" tem origem na língua tupi antiga por meio da composição entre akyky ("guigó") e îy ("rio"), significando "rio dos guigós".

## História
Habitada originalmente por povos indígenas que foram expulsos com a chegada de colonizadores portugueses e a implantação da Capitania de São Jorge dos Ilhéus. A história do município de Gongogi se confunde com a história da ocupação humana do rio das Contas e do município de Ubaitaba, de onde este município deriva.
A emancipação política de Gongogi ocorreu na década de 1960, quando ela foi elevada ao estatuto de município pela lei estadual nº 1.668, de 12 de junho de 1962. Gongogi teve o seu território desmembrado do município de Ubaitaba.
A história de Gongogi ganhou um novo capítulo em 1998, quando um grupo de jovens visionários fundou uma instituição social que se tornaria referência em protagonismo juvenil e valorização das figuras esquecidas da história local. Nascia, assim, a Associação Cultural e Beneficente Antonio Pereira Barbosa - ACAPEB, inspirada nas reflexões e ideais do Grupo JPC - Jovens Procurando Cristo, da Pastoral da Juventude da Igreja Católica. A entidade, idealizada principalmente por José Jorge Souza, veio com o propósito de resgatar e celebrar a cultura e identidade de Gongogi, homenageando figuras como Antonio Pereira Barbosa, autor e compositor do hino a Gongogi, cuja contribuição ao patrimônio cultural do município era, até então, pouco reconhecida.
A ACAPEB se destaca, também, por ter fundado a primeira biblioteca comunitária de Gongogi, a Biblioteca Comunitária Herbert de Souza, um espaço que logo se tornou um ponto de encontro para a juventude e a comunidade, oferecendo acesso à literatura, conhecimento e cultura. Ao longo dos anos, essa biblioteca se tornou reconhecida em todo o território nacional pelos projetos de incentivo à leitura e preservação cultural que promove, alcançando impacto não só em Gongogi, mas em diversas localidades da região.
A trajetória da ACAPEB é um testemunho de como o engajamento juvenil e o compromisso com a cultura podem transformar uma comunidade, revitalizando seu orgulho local e preservando a memória daqueles que fizeram parte de sua história.

## Organização Político-Administrativa
O município de Gongogi possui uma estrutura político-administrativa composta pelo Poder Executivo, chefiado por um prefeito eleito por sufrágio universal, o qual é auxiliado diretamente por secretários municipais nomeados por ele, e pelo Poder Legislativo, institucionalizado pela Câmara Municipal de Gongogi, órgão colegiado de representação dos munícipes que é composto por vereadores também eleitos por sufrágio universal.

## Infraestrutura

### Saúde
O município dispõe de algumas unidades de saúde, dentre as quais se destacam, Hospital Municipal Edesia Rocha Neves, Policlínica Municipal de Gongogi, Unidade Básica de Saúde de Gongogi, Base Descentralizada da SAMU Gongogi.